# Follow Me Down
«Follow Me Down» — шестой сингл американской электро-поп группы 3OH!3 из альбома саундтреков к фильму «Алиса в стране чудес» Almost Alice, выпущенный в 2010 году. Является третьим синглом из сборника.

## Положение в чартах
| Год  | Страна | Название чарта    | Наивысшая позиция в чарте | Общее количество недель в чарте | Источник(и) |
| ---- | ------ | ----------------- | ------------------------- | ------------------------------- | ----------- |
| 2010 | Канада | Canadian Hot 100  | 36                        | 3                               | [ 1 ]       |
| 2010 | США    | Billboard Hot 100 | 89                        | 2                               | [ 1 ]       |